# Joseph-David de Barquier
Le comte Joseph-David de Barquier, né le 7 juin 1757 à Antibes (Alpes-Maritimes) et mort le 31 octobre 1844 à Belleville, est un général français de la Révolution et de l’Empire.

## Biographie
Entré au service comme sous-lieutenant au 1er régiment de cavalerie en décembre 1779, il passe lieutenant en 1791 puis capitaine en 1792. Nommé aide de camp du général-prince de Hesse, décoré de la Croix de Saint-Louis en juin 1792, en juillet 1792, il devient lieutenant-colonel en septembre, et il est promu adjudant-général en février 1793. À l'armée d'Italie en mars 1793, il sert dans la division Macquart le 30 mars 1793, participe à la Bataille de Saorge le 28 avril 1794. Il est blessé d'un éclat d'obus à l'affaire de La Rocavion dans l'expédition du col de Tende le 7 août suivant.
Réformé le 7 juin 1795. Membre du conseil d'administration de l'hôpital de Perpignan en mai 1800, puis de celui de Rennes.
Passé à l'armée de Saint-Domingue comme chef de l'administration générale des hôpitaux, il est promu général de brigade provisoire le 18 avril 1802. Il sert comme commandant à l'île de la Tortue en novembre, puis dans la division Clauzel en décembre. Il rejoint ensuite la partie ouest de l'île. Il commande au môle Saint-Nicolas et s'empare du port et du fort de Jean-Rabel. Après la déroute, il reçoit en 1804 le commandement de la 1re division, forte de 2 000 soldats français sous les ordres du général Ferrand. Il est blessé à la défense de la ville de Santo Domingo contre une armée de 20 000 soldats de Dessalines le 11 mars 1805, qui faisait le siège de la forteresse de Santo-Domingo.
Il fait ensuite face à l'insurrection espagnole de 1808 à Santo-Domingo. Environ 700 français sont vaincus le 7 novembre 1808 à la Bataille de Palo Hincado. Le général Jean-Louis Ferrand se suicide, ses milices espagnoles s'étant mutinées en plein combat. Joseph-David de Barquier prend alors le commandement de la division de l'Est de Santo Domingo et résiste pendant un siège de 8 mois dans la forteresse de la capitale. Il ne tarde pas à être privé de toute communication avec la métropole et de toute assistance intérieure, la ville étant investie par un corps d'armée espagnol sous le général Sanchez.
En juillet 1809, une escadre anglaise commandées par le général Carraichael partit de la Jamaïque pour prêter main-forte au général espagnol Joseph Arala contre les Français. Le général Barquier proposa le 4 juillet «une capitulation, en vertu de laquelle la garnison sortit avec les honneurs de la guerre", qui prit effet le 7 juillet. Les officiers sont envoyés en France et les soldats en Angleterre.
Décoré de la Légion d'honneur le 24 août 1810 et employé dans la 29e division militaire, en Toscane (département de l'Arno) dès 1811, puis dans le département de l'Ombrone de 1812 à 1814; il prend sa retraite le 9 septembre 1815, après 21 ans et 4 mois de services.
Il est fait officier de la Légion d'honneur le 8 mai 1835.

## Généalogie
Joseph-David de Barquier est issu du mariage en 1749 de l’écuyer Alexandre de Barquier et de Geneviève du Poivre. 
Les armes des Barquier sont d'azur, au bras mouvant du flanc dextre de l'écu, tenant une branche de laurier d'argent, surmonté en chef de trois étoiles aussi d'argent.

### Sources
- Georges Six : Dictionnaire biographique des généraux et amiraux français de Révolution et de l'Empire, Librairie historique et nobiliaire Georges Saffroy, 1934 (tome 1).
- Rabbe, Vieilh de Boisjolin et Saint-Preuve : Dictionnaire historique des hommes vivants et des hommes morts depuis 1788 jusqu'à nos jours, Tome V, 1836, Paris.
- « Cote LH/119/2 », base Léonore, ministère français de la Culture